# احتجاجات بولندا أكتوبر 2020
احتجاجات بولندا أكتوبر 2020 والمعروفة أيضًا باسم الإضراب النسائي هي مظاهرات غير عنيفة مناهضة للحكومة في بولندا والتي بدأت في 22 أكتوبر 2020، ضد حكم المحكمة الدستورية المكونة بشكل أساسي من قضاة تم تعيينهم من قبل حزب العدالة والقانون البولندي، والتي شددت على قانون الإجهاض في بولندا. جعل الحكم جميع حالات الإجهاض تقريبًا غير قانونية، بما في ذلك تلك التي تعاني من إعاقة شديدة ولا يمكن علاجها، أو مرض عضال ومهدد للحياة في مرحلة نمو الجنين.
بعد ظهر يوم 22 أكتوبر اندلعت موجة من الاحتجاجات الجماهيرية ضد الحكم. فيما كان أكبر احتجاج في البلاد منذ نهاية الجمهورية الشعبية خلال ثورات عام 1989، التي عارضت تدخل الكنيسة الكاثوليكية الرومانية في الشؤون العامة، وعارضت سيطرة حزب العدالة والقانون البولندي على جميع فروع الحكومة الثلاثة.

## الإجهاض والمحكمة الدستورية

### خلفية
في 7 يناير 1993 صدر قانون بشأن تنظيم الأسرة الذي يحظر الإجهاض، إلا إذا كان الحمل: يشكل خطراً على حياة الأم أو نتيجة جريمة وإذا كان هناك خلل في الجنين. في عام 1997 قضت المحكمة الدستورية برئاسة أندريه زول بأن الإجهاض لأسباب اجتماعية غير دستوري.
منذ أن تولى اليمين المتحد السلطة في بولندا في عام 2015، ولأن القضاة الدستوريين يتم انتخابهم من قبل مجلس النواب، توسعت هيمنة حزب القانون والعدالة إلى الفرع القضائي، مما أدى إلى أزمة المحكمة الدستورية البولندية في عام 2015. لا يزال وضع المحكمة موضع نزاع في فبراير 2020 من قبل بعض القضاة والرؤساء السابقين.
في عام 2016 تم إطلاق مبادرة المواطنين من قبل حركات مناهضة للإجهاض، لتشديد القيود على عمليات الإجهاض، وجمع 830.000 توقيع، وإجبار البرلمان البولندي على مناقشتها. مع تقدم مشروع القانون أكثر في المناقشات البرلمانية أطلقت حملة الإضراب النسائي لعموم بولندا حركة احتجاجية بعنوان «الاحتجاج الأسود» اجتذبت تغطية دولية. بعد أيام قليلة تركت حكومة حزب القانون والعدالة مشروع القانون في اللجنة. بدأت الجماعات المناهضة للإجهاض بمعارضة دستورية قانون الإجهاض الحالي. بعد انتخابات 2019 قدم 119 عضوًا من أعضاء مجلس النواب المنتخب حديثًا من حزب القانون والعدالة والكونفدرالية والتحالف البولندي والمجموعات البرلمانية، إحالة إلى المحكمة الدستورية بشأن ما إذا كانت حالات الحمل غير المرتبطة بالاغتصاب أو لا تهدد حياة الأم دستورية. يأتي هذا من قانون 7 يناير 1993 بشأن تنظيم الأسرة.
جادل الموقعون بأن هذا الحكم ينتهك الحماية الدستورية لكرامة الإنسان، والحق في الحياة أو حظر التمييز. خلال العام استمعت المحكمة الدستورية أو تلقت الحجج والتدخلات القانونية بشأن هذه المسألة، والتي خطط الفرع الأوروبي للمركز الأمريكي للقانون والعدالة لتقديمها.
بحلول عام 2020 تم تعيين 14 قاضياً من أصل 15 قاضياً من قبل مجلس النواب منذ عودة القانون والعدالة إلى السلطة في عام 2015. وقد أدت هيمنته على جميع فروع السلطة إلى أزمة سياسية أدت بالمفوضية الأوروبية إلى إحالة بولندا إلى محكمة العدل الأوروبية.

### حكم عدم الدستورية
في قرار شبه إجماعي 11 مقابل رفض 2، أُعلن في 22 أكتوبر 2020 ونُشر في اليوم التالي حكمت المحكمة الدستورية المكونة من خمسة عشر قاضيًا بعدم دستورية أحكام قانون 1993 التي تسمح بالإجهاض عندما من المتوقع أن يكون لدى الجنين «إعاقة أو مرض عضال». وجد الحكم أنه ينتهك الحماية الدستورية لكرامة الإنسان.
أشار هذا القرار إلى تأثير الآراء الكاثوليكية على الإجهاض على المحكمة. الحكم لم يؤثر على الحالتين الأخريين من القانون الحالي، مما يعني أنه لا يزال من الممكن إنهاء الحمل إذا كان نتيجة جريمة (اغتصاب أو سفاح محارم)، أو عندما تكون حياة المرأة أو صحتها في خطر. في الممارسة العملية كان الحكم الذي تم الحكم بأنه غير دستوري يمثل الأغلبية الساحقة من 1000 إلى 2000 عملية إجهاض تتم بشكل قانوني في بولندا كل عام. في عام 2019 كانت 1074 حالة من أصل 1110 حالة إجهاض رسمية، وفقًا لوزارة الصحة البولندية حالات تشوهات جنينية، ومن بين هؤلاء 271 حالة لمتلازمة داون دون حالات شاذة أخرى. 60 حالة كانت لمتلازمة باتو أو متلازمة إدوارد دون حالات شاذة أخرى.

## الاحتجاجات
بدأت احتجاجات الشوارع في 22 أكتوبر 2020 عقب الحكم واستمرت طوال عطلة نهاية الأسبوع. وقعت احتجاجات في الشوارع في 60 مدينة بولندية ليلة 23 أكتوبر، ومرة أخرى في 24 أكتوبر في وسط البلدات أمام مكاتب حزب القانون والعدالة، وأمام مكاتب الإدارات الدينية، وكذلك أمام منازل الناشطة اليمينية المتطرفة كاجا جوديك والسياسة كريستينا باوفيتش.
في 25 أكتوبر نظم المتظاهرون اعتصامات في الكنائس الكاثوليكية وحملوا لافتات، وألقوا منشورات عليها مما أدى إلى تعطيل قداس الأحد في عدة مدن، بما في ذلك كاتوفيتشي وبوزنان، وتم تخريب الكنائس في جميع أنحاء البلاد. في 26 أكتوبر شارك المتظاهرون في 150 بلدة ومدينة بولندية.
في 27 أكتوبر قدم الإضراب النسائي لعموم بولندا قائمة بالمطالب (إصلاح أوضاع المحكمة الدستورية والمحكمة العليا وأمين المظالم، وتعديل الميزانية - بمزيد من الأموال لحماية الصحة ومساعدة رواد الأعمال وحقوق المرأة الكاملة - الإجهاض القانوني والتربية الجنسية ومنع الحمل ووقف تمويل الكنيسة الكاثوليكية من ميزانية الدولة وإنهاء التعليم الديني في المدارس واستقالة الحكومة) والإعلان عن إنشاء مجلس استشاري على غرار التنسيق البيلاروسي المجلس منصة للحوار لحل الوضع الاجتماعي والسياسي في بولندا.
في 30 أكتوبر شارك حوالي 100.000 شخص في مظاهرة حاشدة في وارسو. منعت الشرطة زوليبورز وهي منطقة يعيش فيها ياروسلاف كاتشينسكي، ولم تسمح للاحتجاج بالوصول إلى منزله. في 1 نوفمبر ارتبطت العديد من الاحتجاجات أيضًا بقرار رئيس الوزراء إغلاق المقابر في الفترة من 31 أكتوبر إلى 2 نوفمبر، مما أثر على منتجي الزهور وبائعيها (تم الاحتفال بعيد جميع القديسين في نهاية هذا الأسبوع). تم وضع الزهور والشموع تحت مكاتب حزب القانون والعدالة في جميع أنحاء بولندا. في 2 نوفمبر اندلعت الاحتجاجات في فروتسواف، من بين مظاهرات أخرى. في 3 نوفمبر اندلعت مزيد من المظاهرات. وأشارت بعض المظاهرات إلى إعلان وزير التربية والعلوم برزيميسلاف كزارنيك بشأن العواقب على المعلمين الذين سيشجعون طلابهم على المشاركة في الاحتجاجات. في وارسو تدخلت الشرطة ضد فنانتين خلعتا ملابسهما أمام القصر الرئاسي كنوع من دعم النساء المحتجات.

### الأهداف
كانت الأهداف الأولية للاحتجاجات تعبيرًا عن الغضب ضد حكم المحكمة الدستورية والدفاع عن حقوق المرأة. امتدت هذه إلى نطاق أوسع من الأهداف خلال الأيام التالية. في 27 أكتوبر لخصت إضراب عموم بولندا النسائي أهداف اللافتات والشعارات ومناقشات المحتجين، مشيرة إلى أن أهداف الاحتجاجات تشمل العودة إلى سيادة القانون:
- حقوق المرأة الكاملة: الإجهاض القانوني والتربية الجنسية ومنع الحمل.
- تفسير حكم المحكمة الدستورية كما ذكر من قبل رئيسة المحكمة جوليا برزينسبسكا، كشهادتها الشخصية بدلاً من حكم قانوني، «عودة محكمة دستورية حقيقية (مستقلة)»
- العودة إلى محكمة عليا (مستقلة) محايدة في بولندا لا تخضع لسيطرة حزب القانون والعدالة.
- تعيين محقق شكاوى بولندي حقيقي (مستقل) ليخلف آدم بودنار الذي وصل إلى نهاية فترة ولايته.
- إسقاط حزب القانون والعدالة.

في 1 نوفمبر شكلت حملة إضراب عموم بولندا مجلس النواب لوضع استراتيجيات لتنفيذ أهداف المحتجين. قدم المجلس أعضاءه السبعة عشر ومطالبهم، والتي تضمنت الإجهاض وحقوق المرأة الكاملة، وحقوق مجتمع المثلية، وإزالة الدين من المدارس، والتعامل مع كارثة المناخ، فضلاً عن الاهتمام بحقوق الحيوان والتعليم والخدمات الصحية. طالب المجلس بإعادة توجيه الأموال من الكنيسة وحزب القانون والعدالة إلى الرعاية الصحية، وطالب "الحكومة بزيادة تمويل الرعاية الصحية إلى 10 في المائة في غضون أسبوع.

## الدرك العسكري
في 23 أكتوبر أصدر رئيس الوزراء ماتيوز موراويكي أمرًا لقوات الدرك العسكرية لمساعدة الشرطة المدنية في «حماية السلامة والنظام العام» اعتبارًا من 28 أكتوبر 2020 (كان من المقرر إضراب نسائي على مستوى البلاد في ذلك اليوم). كان التبرير المذكور لهذا الأمر هو جائحة كوفيد 19 في بولندا. وعلقت قناة تي في إن 24 أن الأمر يتعلق بالاحتجاجات. صرحت وزارة الدفاع البولندية على موقع تويتر أن دور قوات الدرك الشرطي «قياسي» ولا علاقة له بالاحتجاجات على حقوق الإجهاض. في 30 أكتوبر تم نشر قوات الدرك لحماية المباني الحكومية والكنائس في وارسو، بما في ذلك ساحة ثري كروسز، وقصر أسقف وارسو، وكنيسة الصليب المقدس.

## الرأي العام

### قبل الحكم
وجد استطلاع أجراه معهد إبسوس في فبراير 2019 في بولندا أن 53٪ من البولنديين (57٪ من النساء، 49٪ من الرجال) يؤيدون الحق في الإجهاض عند الطلب حتى الأسبوع الثاني عشر من الحمل، ويعارض 35٪ (35٪ من النساء، 35٪ من الرجال)، بينما 7٪ (9٪ من النساء و16٪ من الرجال) ليس لديهم رأي. وجد استطلاع قامت به كانتار في أبريل 2019 في بولندا أن 58٪ من البولنديين يؤيدون الحق في الإجهاض عند الطلب حتى الأسبوع الثاني عشر من الحمل، وعارضه 35٪ وليس لديهم رأي 7٪.

### بعد الحكم
وجد استطلاع أجري في 28 أكتوبر 2020 أن 22٪ من البولنديين يؤيدون الإجهاض عند الطلب، و62٪ فقط في حالات معينة و11٪ يعتقدون أنه يجب أن يكون غير قانوني تمامًا.
في 28 أكتوبر 2020 نُشرت أربعة استطلاعات سُئل فيها المستجيبون عن تأييدهم أو معارضتهم لحكم المحكمة الدستورية:
- استطلاع كانتار: 73٪ من المستجيبين لا يؤيده، و13٪ يؤيده، و14٪ لا رأي له. في هذا الاستطلاع نفسه أيد 54٪ من الناخبين الاحتجاجات، و43٪ ضدها، و4٪ ليس لديهم رأي.
- استطلاع إبريس: 66٪ لا يؤيده و25٪ يؤيده و9٪ لا رأي له. في هذا الاستطلاع نفسه سُئل الناس أيضًا عن استفتاء محتمل، وكانت النتيجة أن 69٪ يعتقدون أنه ينبغي إجراء استفتاء في بولندا حول مقبولية وشروط السماح بالإجهاض، وعارض 24٪، و 7٪ ليس لديهم رأي.
- استطلاع إس دبليو ريسيرش: 71٪ من المستجيبين لم يؤيد الحكم، 13٪ أيده و16٪ لا رأي له.
- استطلاع للرأي: 64٪ من المستجيبين يؤيدون الاحتجاجات، و33٪ يعارضونها و3٪ ليس لديهم رأي.[9]